# Emily Loizeau
Pour les articles homonymes, voir Loizeau.
Emily Loizeau est une auteure-compositrice-interprète franco-britannique, née le 7 février 1975 à Neuilly-sur-Seine.

## Biographie

### Enfance
Emily Loizeau est née d'un père français et d'une mère anglaise. Elle est la petite-fille de la comédienne anglaise Peggy Ashcroft (Oscar pour La Route des Indes de David Lean en 1985), et la sœur de la journaliste Manon Loizeau. Par son ascendance, elle écrit en français et en anglais.

### Débuts dans la musique
Emily commence ses études de piano à l'âge de cinq ans. Après avoir étudié la musique classique durant des années, elle fait trois ans de théâtre.
En avril 2004, elle signe un contrat d'édition avec Sony/ATV Music Publishing et commence à se faire remarquer en jouant en première partie de Tryo, Andrew Bird ou encore Patricia Kaas.

### Premier album
Après avoir auto produit un CD six titres intitulé La Folie en tête, son premier album L'Autre Bout du monde sort sur le label indépendant Fargo, en février 2006.
Elle signe alors avec le producteur de spectacle Pierre Pascal Houdebine et Furax pour une tournée de près de deux ans, qui la conduira pour près de 200 concerts dans les villes françaises, de la petite salle parisienne de ses débuts (La Comédia) à la scène du Grand Rex (2800 places) le 6 novembre 2007. Son spectacle est accompagné par ses deux musiciens Cyril Avèque (batterie) et Olivier Koundouno (violoncelle) et mis en scène par Daniel Levy. Outre Bach et Franz Schubert, elle aime Renaud. 
Fin 2006, son succès est grandissant et s'étend internationalement au rythme des tournées : Québec, Amérique du Sud, Inde (French Kiss Tour avec Anaïs et Mademoiselle K), à Los Angeles aux États-Unis, en Pologne, au Royaume-Uni...

### Reconnaissance
Elle fait plusieurs duos, notamment Jasseron avec Franck Monnet, London Town avec Andrew Bird. Elle chante aussi quelques chansons en duo avec Renan Luce telles que While My Guitar Gently Weeps ou encore Miss Celie's Blues.
En 2007, Mathias Malzieu du groupe Dionysos lui propose d'incarner le personnage du Docteur Madeleine, dans son nouvel album concept La Mécanique du cœur. Il lui écrit deux chansons, La Berceuse hip-hop et Le Jour le plus froid du monde.
Ce disque à l'imagerie burtonienne réunit des artistes tels qu'Olivia Ruiz, Alain Bashung, Arthur H et même Jean Rochefort.  Cet album sorti chez Barclay est rapidement disque d'or et Luc Besson (EuropaCorp) en prépare l'adaptation cinéma.
Le 8 mars 2008, elle est nommée aux Victoires de la musique, dans la catégorie « révélation scène de l'année ».
Pendant l’année 2008, Emily Loizeau écrit la bande originale du deuxième film de Pierre-François Martin-Laval, King Guillaume, sorti le 28 janvier 2009 dans les salles de cinéma.
Cette même année, l'album Pays Sauvage est enregistré durant l'été avec quelques amis artistes dont Danyèl Waro, entre l'Ardèche, Paris et l'île de la Réunion. David (Herman Düne) et Moriarty ont collaboré à son nouvel album. S'y ajoutent Thomas Fersen et la collaboration d'Olivia Ruiz, Jeanne Cherhal et Nina Morato, formant le « chœur des femmes à barbes » pour le titre Femme à barbe. Ce deuxième album est sorti chez Universal-Polydor. Le premier single de cet album sorti et écouté sur la radio est le titre Sister, un titre que l'on peut retrouver dans son album tant en français qu'en anglais.
À la fin de l'année 2009, une réédition de Pays Sauvage sort dans les bacs avec des reprises comme Sweet Dreams ou des chansons du film King Guillaume.
Ce deuxième opus lui permet de remporter le Prix Constantin en novembre et de donner un concert à l'Olympia le 8 décembre. Lors de cette même année, elle participe à la bande originale du film Gainsbourg, vie héroïque, bande sortie en janvier 2010, tout comme le film.
Au printemps 2010 elle participe avec deux chansons (Black bird et Quelle étrange nature) à la pièce d'Aristophane représentée à la Comédie-Française, dans une traduction et mise en scène d'Alfredo Arias.
Elle entre ensuite en studio avec Les Françoises, création originale présentée comme le concert événement du 34e Printemps de Bourges réunissant Jeanne Cherhal, Olivia Ruiz, Camille, La grande Sophie et Rosemary Standley (du groupe Moriarty).
Emily Loizeau enregistre son 3e album en début d'année 2012, dans sa maison en Ardèche. Ce disque, Mothers and tygers, très attendu, sort le 10 septembre 2012. Lors des Francofolies de La Rochelle 2012, Emily Loizeau a présenté son nouvel album au Muséum d'histoire naturelle dans le cadre des Folies matinales (moments artistiques uniques au travers de spectacles aux formes inhabituelles [permettant de découvrir] des artistes dans un lieu hors du commun.
Depuis 2014, elle est en résidence artistique associée au Centquatre-Paris, où elle a présenté trois spectacles : un hommage à Lou Reed, Run, run, run, puis une création de théâtre musical, Mona (album en mai 2016) et Release Party, ce dernier en tournée à partir d’avril 2016.

### Récompenses
- Prix Fondation La Poste en 2003.
- Lauréate FAIR en 2004.
- Prix SACEM au Tremplin de la chanson des Hauts-de-Seine (Festival Chorus des Hauts-de-Seine) en avril 2005.
- Prix Bruno Coquatrix 2006 de Cabourg remis par Alain Chamfort lors des  7e Rencontres européennes des Artistes.
- L'Autre Bout du Monde sacré disque d'or.
- Prix Lucien Barrière Variétés 2007 de la Fondation Diane & Lucien Barrière. (Elle succède entre autres à Bénabar, Camille et Matthieu Boogaerts.)
- Prix Francis Lemarque remis à la SACEM en juin 2008.
- Prix Constantin en 2009.
- nommée chevalier des Arts et des Lettres par le ministère de la Culture (ministre Aurélie Filipetti) en 2014
- Prix CSDEM de la création musicale, pour le spectacle Mona en 2017

## Discographie

### Singles
- L'autre Bout du monde
  - 1. L'Autre Bout Du Monde
  - 2. Je ne sais pas choisir
- Sister
  - 1. Sister (version française)
  - 2. Sister (version anglaise)

### Autres titres solos
- 2007 : Tristesse (de Théophile Gautier et Reynaldo Hahn) in D'1 Siècle à l'autre (compilation) chez Harmonia Mundi.
- 2007 : Ca n'arrive qu'aux autres (de Michel Polnareff) de Tribute To Polnareff (compilation) chez XIII Bis Records
- 2007 : Make You Feel My Love (de Bob Dylan) de Even Cowgirls Get The Blues (compilation)
- 2009 - On n'est pas là pour se faire engueuler !, album hommage à Boris Vian. Reprise de Ses baisers me grisaient
- 2014 : It is not because you are sur l'album-hommage à Renaud La Bande à Renaud 2
- 2020 : 97% du temps, participation au livre audio  Tous des chats de Pascal Parisot et Charles Berberian

### Duos
- Petit dans l'album de Bastien Lallemant, Les Erotiques 2005
- London Town avec Andrew Bird sur l'album d'Emily Loizeau, L'Autre Bout Du Monde
- Jasseron avec Franck Monnet sur l'album d'Emily Loizeau, L'Autre Bout Du Monde
- Saccharose avec Amadeus Tappioka sur l'album d'Amadeus Tappioka, Le Quartier Des Amoureuses
- Bubble Gum avec Michaël Clément sur son album éponyme, Michaël Clément sortit le 23 janvier 2006
- Never Fall In Love avec Nobody's Perfect
- Portrait avec Duke Special
- Crooked Roof avec Josh Tillman
- Miss Celie's Blues (Quincy Jones) avec Renan Luce
- La Berceuse Hip Hop Du Docteur Madeleine avec Dionysos sur l'album de Dionysos, La Mécanique Du Cœur de 2007
- Le Jour Le Plus Froid Du Monde avec Dionysos sur l'album de Dionysos, La Mécanique du Cœur
- Des moustaches à la Nietzsche avec les Blaireaux sur l'album des Blaireaux, Les Blaireaux, Parades Prénuptiales en 2007
- Madame Louise avec  Francois Hadji-Lazaro sur l'album de Pigalle Neuf et Occasion sortit début 2008
- While my guitar gently weeps (The Beatles) avec Renan Luce lors du concert de ce dernier à La Cigale en 2007
- Elizabeth (Thomas Fersen) avec Renan Luce, au Festival Alors Chante de Montauban et au Zénith de Paris le 25 mai 2008.
- The Princess and the Toad avec Thomas Fersen sur l'album Pays sauvage
- Nouvel horizon avec Jérémie Kisling sur l'album de Jérémie Kisling Antimatière
- Entre guillemets avec Brigitte Fontaine
- Où Veux-Tu Que J'Regarde (Noir Désir) avec Nouvelle Vague sur l'album de Nouvelle Vague Couleurs sur Paris
- Enjoy the Silence (Depeche Mode) avec Moriarty lors des Francofolies la Rochelle 2012 (14 juillet) [8]
- 2013 As A Child, musique Emily Loizeau / texte Vic Moan
- Pitt Ocha et la Tisane de couleurs (Petit frère, Par'dis) avec Les Ogres de Barback
- La poésie des roses Barcella (Album Puzzle) 2014
- Coauteure de Mananga sur le cd de Renata Rosa Encatacões 2014
- L'Extraordinarium de Dionysos, duo sur les titres Ciel en sauce et Le jour le plus froid du monde  (2023)
- Origami avec Benjamin Biolay sur l'album Origami
- Eaux Sombres avec Saul Williams sur l'album Origami

### Musique de films
- Musique du film King Guillaume (2009)
- Participation à la bande originale du film Gainsbourg, vie héroïque (2010) : duo avec Jeanne Cherhal  sur le titre Qui est in ? Qui est out ?
- Participation à la bande originale du film documentaire Il était une forêt (2013) : chanson Upon a Forest
- Participation à la bande originale du film documentaire Zéro Phyto 100 % Bio de Guillaume Bodin (2018)
- Participation à la bande originale du film documentaire La Fabrique des pandémies de  Marie-Monique Robin (2022)

## Clips
- L'Autre Bout du monde
- Jalouse
- Sister (version française)